# Marston Tickell
Marston Eustace Tickell, CBE, MC (* 18. November 1923; † 8. September 2009) war ein britischer Offizier und zuletzt Generalmajor der British Army, der unter anderem zwischen 1975 und 1978 Kommandant des Royal Military College of Science (RMCS) war.

## Leben
Marston Eustace Tickell war der Sohn von Generalmajor Sir Eustace Tickell, KBE, CB, MC (1893–1972) und dessen Ehefrau Mary Violet Tickell. Er wurde in das Korps der Royal Engineers aufgenommen und nahm am Zweiten Weltkrieg teil, wobei ihm für seine militärischen Verdienste 1945 das Military Cross (MC) verliehen wurde. In der Nachkriegszeit folgten zahlreiche Verwendungen als Offizier und Stabsoffizier, wofür er 1955 zum Mitglied (Member) des Order of the British Empire (OBE) ernannt wurde.
Tickell, der auch Fellow der Institution of Civil Engineers (FICE) war, war als Brigadier zwischen Dezember 1967 und Dezember 1969 Kommandeur der 12. Ingenieurbrigade (Commanding, 12th Engineer Brigade). In der Zeit des Nordirlandkonfliktes und der sogenannten „Operation Banner“ wurde er im Mai 1971 nach Nordirland versetzt und war dort bis November 1972 Chef des Stabes der Landstreitkräfte (Chief of Staff, Land Forces Northern Ireland). Nach seiner Beförderung zum Major-General fungierte er von Dezember 1972 bis März 1975 als Engineer-in-Chief, Royal Engineers und damit als Chefingenieur des Ingenieurkorps. Für seine Verdienste wurde er 1973 auch Commander des Order of the British Empire (CBE). Zuletzt wurde er als Nachfolger von Generalmajor Frank Cowtan im April 1975 Kommandant des Royal Military College of Science, eine Postgraduiertenschule, Forschungs- und Ausbildungseinrichtung, deren Ursprünge bis ins Jahr 1772 zurückreichen, und hatte dieses Kommando bis 1978 inne, woraufhin Generalmajor Thomas Morony ihn ablöste.
1961 heiratete er Pamela Read, Tochter von Vice-Admiral Arthur Read, CB (1889–1976).